# Trachypithecus vetulus
O langur-de-cara-púrpura (Trachypithecus vetulus) é uma das 17 espécies de Trachypithecus. É nativo do Sri Lanka.

## Estado de conservação
Esta espécie está listada como ameaçada, pois houve um declíneo de mais de 50% nos últimos 36 anos devido principalmente à caça e à perda de habitat. Prevê-se que perca a mesma quantidade nos próximos 36 anos.